# Казела (Модена)
Казела је насеље у Италији у округу Модена, региону Емилија-Ромања.
Према процени из 2011. у насељу је живело 3 становника. Насеље се налази на надморској висини од 971 м.